# Hermann Gehri
Hermann Gehri (n. 26 iulie 1899 – d. 25 noiembrie 1979) a fost un luptător ce a reprezentat Elveția, medaliat olimpic. A participat la o ediție a Jocurilor Olimpice (1924) în care a câștigat o medalie de aur.

## Participări
Lista de mai jos prezintă principalele competiții la care a participat Hermann Gehri de-a lungul carierei.
- wrestling at the 1924 Summer Olympics – men's freestyle welterweight[*]